# Rajd Monte Carlo 1996
Rajd Monte Carlo 1996 (64. Rallye Automobile de Monte-Carlo) – pierwsza runda eliminacji Dwulitrowego Rajdowego Pucharu Świata w roku 1996, który odbył się w dniach 20-25 stycznia. Bazą rajdu było miasto Monako.

## Wyniki końcowe rajdu
| Msc.                   | Kierowca               | Pilot                  | Samochód                     | Czas                   | Strata                 | Grupa                  |                        |
| Klasyfikacja generalna | Klasyfikacja generalna | Klasyfikacja generalna | Klasyfikacja generalna       | Klasyfikacja generalna | Klasyfikacja generalna | Klasyfikacja generalna | Klasyfikacja generalna |
| ---------------------- | ---------------------- | ---------------------- | ---------------------------- | ---------------------- | ---------------------- | ---------------------- | ---------------------- |
| 1.                     | Patrick Bernardini     | Bernard Occelli        | Ford Escort RS Cosworth      | 5:24:40                | -                      | A8                     |                        |
| 2.                     | Francois Delecour      | Herve Sauvage          | Peugeot 306 Maxi             | 5:28:24                | +3:44                  | A7                     |                        |
| 3.                     | Armin Schwarz          | Klaus Wicha            | Toyota Celica GT-Four ST-205 | 5:31:52                | +7:12                  | A8                     |                        |
| 4.                     | Bernard Beguin         | Christian Tilber       | Subaru Impreza 555           | 5:33:59                | +9:19                  | A8                     |                        |
| 5.                     | Pierre-Cesar Baroni    | Denis Giraudet         | Subaru Impreza 555           | 5:35:13                | +10:33                 | A8                     |                        |
| 6.                     | Yvan Postel            | Colette Neri           | Subaru Impreza 555           | 5:37:17                | +12:37                 | A8                     |                        |
| 7.                     | Daniel Ducruet         | Freddy Delorme         | Lancia Delta HF Integrale    | 5:41:27                | +16:47                 | A8                     |                        |
| 8.                     | Maurizio Verini        | Baldovino Dassu        | Lancia Delta HF Integrale    | 5:47:21                | +22:41                 | A8                     |                        |
| 9.                     | Evgeniy Vasin          | Alexey Shchukin        | Opel Astra GSI               | 5:48:34                | +23:54                 | A7                     |                        |
| 10.                    | Erwin Weber            | Manfred Hiemer         | Seat Ibiza Kit car           | 5:49:41                | +25:01                 | A7                     |                        |
| 2L WRC                 |                        |                        |                              |                        |                        |                        |                        |
| 1 (2.)                 | Francois Delecour      | Herve Sauvage          | Peugeot 306 Maxi             | 5:28:24                | -                      | A7                     |                        |
| 2 (9.)                 | Evgeniy Vasin          | Alexey Shchukin        | Opel Astra GSI               | 5:48:34                | +20:10                 | A7                     |                        |
| 3 (10.)                | Erwin Weber            | Manfred Hiemer         | Seat Ibiza Kit car           | 5:49:41                | +21:17                 | A7                     |                        |